# Улица Братства Тарасовцев (Киев)
У́лица Братства Тарасовцев (укр. Ву́лиця Братства тарасівців) — улица в Дарницком районе города Киева, жилой массив Харьковский. Пролегает от улицы Архитектора Вербицкого до проспекта Николая Бажана.

## История
Улица возникла в 1982 году под названием Раздельная.
С 1984 по 2022 носила название улица Декабристов.
До середины 1970-х годов в Советском районе существовала улица Декабристов (бывший Клейгельсовский переулок, пролегала от проспекта Победы до Нового рынка, который располагался вблизи железной дороги. Ликвидирован в связи со сносом старой застройки).
С 8.09.2022 улица Братства тарасовцев.

## Предприятия и организации
- Общеобразовательная школа № 302 (зд. № 8-А)